# Pycnogonum indicum
Pycnogonum indicum is een zeespin uit de familie Pycnogonidae. De soort behoort tot het geslacht Pycnogonum. Pycnogonum indicum werd in 1930 voor het eerst wetenschappelijk beschreven door Sundara Raj. 